# Araneus kiwuanus
Araneus kiwuanus este o specie de păianjeni din genul Araneus, familia Araneidae. A fost descrisă pentru prima dată de Strand, 1913. Conform Catalogue of Life specia Araneus kiwuanus nu are subspecii cunoscute.